# 餡ねここ
餡 ねここ（あん ねここ）は、日本の漫画家。2023年より『月刊コミックキューン』（KADOKAWA）にて『酔いすぎ！まいにゃん』を連載している。

## 来歴
2022年、自己肯定感の低い女性を描いた作品集『おんなのこのひみつ 餡ねここ作品集』を刊行。2023年、『月刊コミックキューン』（KADOKAWA）にて2024年1月号より『酔いすぎ！まいにゃん』の連載を開始。

## 作品リスト

### 連載
- 酔いすぎ！まいにゃん（『月刊コミックキューン』2024年1月号[1] - ）

### 書籍
- 『おんなのこのひみつ 餡ねここ作品集』KADOKAWA、2022年8月19日発売[3]、ISBN 978-4-04-681012-0
  - お泊まり断固拒否な彼女のひみつ[4]（2021年7月3日 - 2021年9月18日、全11話）
  - 東京で生まれ変わった男の子と女の子の話[5]（2021年10月2日 - 2021年12月25日、全12話）
  - やる気がなさすぎる女の子と、やる気がありすぎる男の子のお話。[6]（2022年1月22日 - 2022年3月12日、全7話）
  - タイトル不明（2022年4月2日 - 2022年6月4日、全8話）
- 『酔いすぎ！まいにゃん』、KADOKAWA〈MFC キューンシリーズ〉2024年 - 、既刊2巻（2024年12月27日現在）
  1. 2024年5月24日発売[7][8]、ISBN 978-4-04-683733-2
  2. 2024年12月27日発売[9]、ISBN 978-4-04-684223-7